# Novhorod-Siverskyi
Novhorod-Siverskyi (em ucraniano:   Новгород-Сіверський; em russo:   Новгород-Северский; em polonês/polaco:   Nowogród Siewierski) é uma cidade da Ucrânia, situada no Oblast de Tchernihiv. Tem 11,81 km² de área e sua população em 2020 foi estimada em 12.862 habitantes.